# Armando de Mattos
Armando de Mattos Filho ( n. 1946) es un ingeniero agrónomo y botánico brasileño.
Trabaja, desde los años 1970, en el "Instituto de Botânica" del Jardín Botánico de Río de Janeiro, sobre anatomía de maderas

## Algunas publicaciones

### Libros
- carlos toledo Rizzini, armando de mattos Filho. 1992. Contribuição ao conhecimento das floras do nordeste de Minas Gerais e da Bahia mediterrânea. Rio de Janeiro: MMA/JBRJ. Série estudos e contribuições Nº 9. 95 pp. ISBN 85-208-0126-9

- --------------------------------, ---------------------------------------. 1984. Nota sobre a floraçāo e frutificaçāo de Corypha umbraculifera L.. Rodriguésia 36 (61 ): 49-50 en línea (enlace roto disponible en Internet Archive; véase el historial, la primera versión y la última).

- La abreviatura «A.Mattos» se emplea para indicar a Armando de Mattos como autoridad en la descripción y clasificación científica de los vegetales.[3]